# Grand Prix de Plouay féminin 2014
La 16e édition du Grand Prix de Plouay féminin a eu lieu le 30 août 2014. Il s'agit de la dernière manche de la Coupe du monde de cyclisme sur route féminine. Elle est remportée par la Néerlandaise Lucinda Brand.

## Parcours

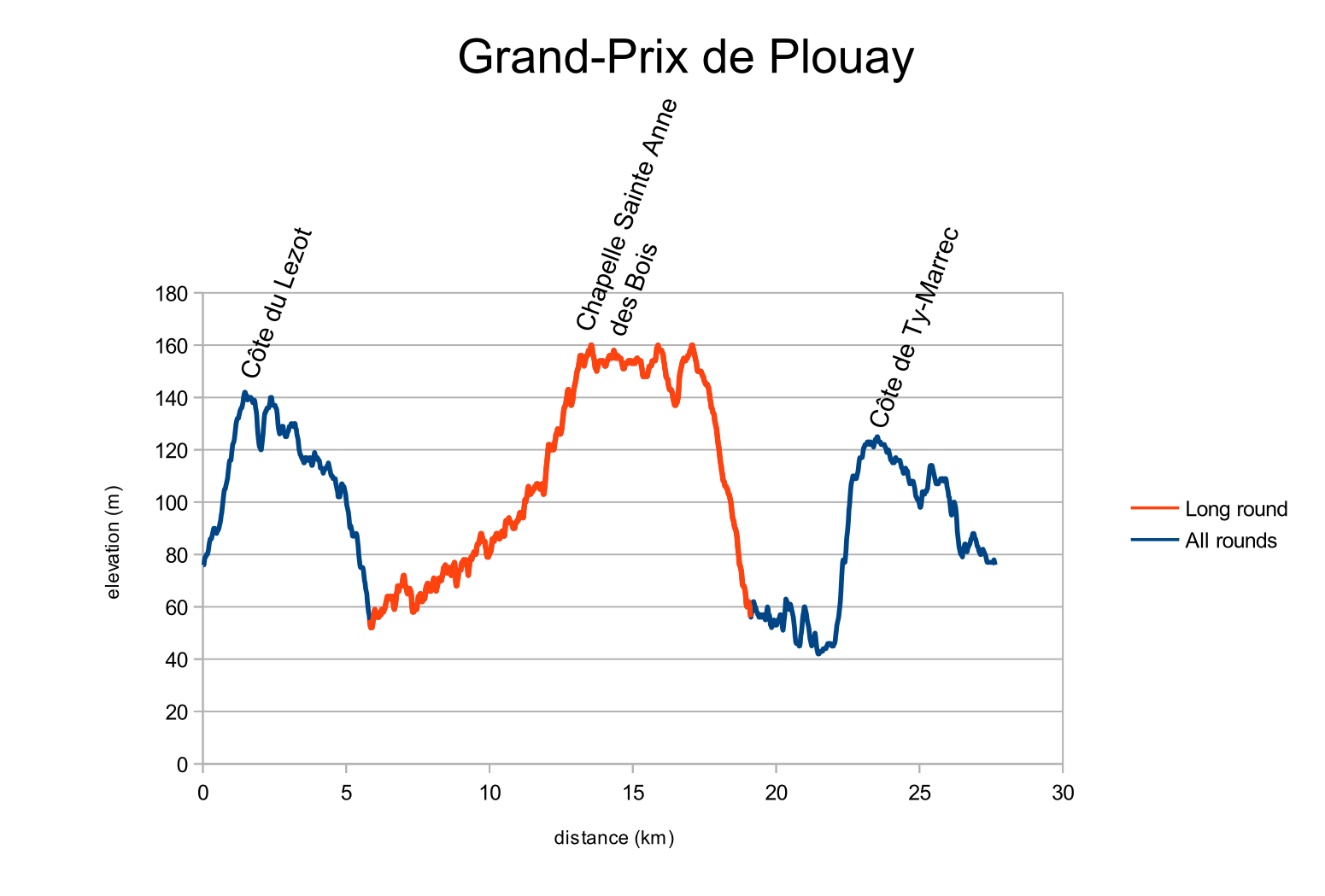
Profil du parcours

Le parcours en circuit est constitué de quatre tours de 26,9 km suivis d'un tour de 13,9 km, soit un total de 121,5 km.
Les coureuses empruntent la côte du Lézot, avant de prendre la direction de Kerscoulic puis Pont-Neuf. Ils longent alors le Scorff, passent à Pont-Calleck et près de la chapelle Sainte-Anne de Berné. Le circuit revient vers Pont-Neuf avant d'emprunter le Minojenn du Calvaire. Il finit par la côte de Ty Marrec, située à seulement 4 km de l'arrivée.

## Équipes
| Équipes féminines professionnelles (17)- Rabo Liv Women - Estado de México-Faren - Orica-AIS - Hitec Products - Boels Dolmans - Astana BePink Womens - Specialized-Lululemon - Giant-Shimano - Alé Cipollini - Optum-Kelly Benefit Strategies - Tibco-To the Top - SC Michela Fanini Rox - Lointek - BTC City Ljubljana - Poitou-Charentes.Futuroscope.86 - RusVelo - Servetto Footon Équipes nationales (2)- France - Belgique |
| |

## Récit de la course
Le début de course ne donne pas lieu à des échappées mais permet toutefois de réaliser une sélection. À mi-course, seules vingt-et-une coureuses forment le groupe de tête, dont l'intégralité de la formation Rabo Liv Women. Dans le dernier tour du grand circuit, Lucinda Brand s'échappe avec Tiffany Cromwell et Emma Johansson. Elles se fond toutefois reprendre avant le début de l'ultime tour réalisé sur le petit circuit. Le groupe des favorites n'est composé que de dix coureuses : Marianne Vos, Anna van der Breggen, Pauline Ferrand-Prévot, Elisa Longo Borghini, Elizabeth Armitstead, Rossella Ratto, Alena Amialiusik et les trois susnommées. Les accélérations successives dans les ascensions viennent à bout de Lucinda Brand et Tiffany Cromwell qui se retrouvent décrochées. Elles reviennent néanmoins dans une descente. Lucinda Brand attaque immédiatement. Ses coéquipières empêchant toute chasse organisée, la Néerlandaise voit son avance s'accroître de manière définitive aux alentours de quarante secondes. Marianne Vos règle le sprint de poursuivantes devant Pauline Ferrant-Prévot. La formation Rabo Liv Women occupe donc l'intégralité du podium,.

## Classements

### Classement final
| \| Classement général \| Classement général \| Classement général \| Classement général \| Classement général \| \| Coureuse \| Coureuse \| Pays \| Équipe \| Temps \| \| ------------------ \| ---------------------- \| ------------------ \| ---------------------- \| ------------------ \| \| 1re \| Lucinda Brand \| Pays-Bas \| Rabo Liv Women \| 3 h 08 min 26 s \| \| 2e \| Marianne Vos \| Pays-Bas \| Rabo Liv Women \| + 56 s \| \| 3e \| Pauline Ferrand-Prévot \| France \| Rabo Liv Women \| + 56 s \| \| 4e \| Rossella Ratto \| Italie \| Estado de México-Faren \| + 56 s \| \| 5e \| Anna van der Breggen \| Pays-Bas \| Rabo Liv Women \| + 56 s \| \| 6e \| Emma Johansson \| Suède \| Orica-AIS \| + 56 s \| \| 7e \| Elisa Longo Borghini \| Italie \| Hitec Products \| + 56 s \| \| 8e \| Lizzie Armitstead \| Royaume-Uni \| Boels Dolmans \| + 56 s \| \| 9e \| Alena Amialiusik \| Biélorussie \| Astana BePink Womens \| + 56 s \| \| 10e \| Tiffany Cromwell \| Australie \| Specialized-Lululemon \| + 56 s \| |                        |             |                        |                 |
| |                        |             |                        |                 |
| Source : Cycling Quotient |                        |             |                        |                 |
| Classement général |                        |             |                        |                 |
| Coureuse | Coureuse               | Pays        | Équipe                 | Temps           |
| 1re | Lucinda Brand          | Pays-Bas    | Rabo Liv Women         | 3 h 08 min 26 s |
| 2e | Marianne Vos           | Pays-Bas    | Rabo Liv Women         | + 56 s          |
| 3e | Pauline Ferrand-Prévot | France      | Rabo Liv Women         | + 56 s          |
| 4e | Rossella Ratto         | Italie      | Estado de México-Faren | + 56 s          |
| 5e | Anna van der Breggen   | Pays-Bas    | Rabo Liv Women         | + 56 s          |
| 6e | Emma Johansson         | Suède       | Orica-AIS              | + 56 s          |
| 7e | Elisa Longo Borghini   | Italie      | Hitec Products         | + 56 s          |
| 8e | Lizzie Armitstead      | Royaume-Uni | Boels Dolmans          | + 56 s          |
| 9e | Alena Amialiusik       | Biélorussie | Astana BePink Womens   | + 56 s          |
| 10e | Tiffany Cromwell       | Australie   | Specialized-Lululemon  | + 56 s          |

### Points attribués
| Position           | 1er | 2e  | 3e | 4e | 5e | 6e | 7e | 8e | 9e | 10e | 11e | 12e | 13e | 14e | 15e | 16e | 17e | 18e | 19e | 20e |
| Classement général | 120 | 100 | 85 | 70 | 60 | 50 | 40 | 35 | 30 | 25  | 20  | 18  | 16  | 14  | 12  | 10  | 8   | 6   | 4   | 2   |

## Liste des participantes
| Légende | Légende                                                                    | Légende | Légende                                                    |
| ------- | -------------------------------------------------------------------------- | ------- | ---------------------------------------------------------- |
| Num     | Dossard de départ porté par le coureur sur ce Grand Prix de Plouay         | Pos     | Position à l'arrivée de la course                          |
|         | Indique un maillot de champion national ou mondial, suivi de sa spécialité | NP      | Indique un coureur qui n'a pas pris le départ de la course |
| AB      | Indique un coureur qui n'a pas terminé la course                           | HD      | Indique un coureur qui a terminé la course hors des délais |

| Rabo Liv Women RBW | Rabo Liv Women RBW                   | Rabo Liv Women RBW |
| ------------------ | ------------------------------------ | ------------------ |
| Num                | Coureuse                             | Pos                |
| 1                  | Marianne Vos (NED) (route)           | 2e                 |
| 2                  | Anna van der Breggen (NED)           | 5e                 |
| 3                  | Pauline Ferrand-Prévot (FRA) (route) | 3e                 |
| 4                  | Roxane Knetemann (NED)               | 12e                |
| 5                  | Lucinda Brand (NED)                  | 1re                |
| 6                  | Iris Slappendel (NED) (route)        | 20e                |

| Orica-AIS GEW | Orica-AIS GEW                | Orica-AIS GEW |
| ------------- | ---------------------------- | ------------- |
| Num           | Coureuse                     | Pos           |
| 11            | Emma Johansson (SWE) (route) | 6e            |
| 12            | Carlee Taylor (AUS)          | 47e           |
| 13            | Gracie Elvin (AUS) (route)   | AB            |
| 14            | Valentina Scandolara (ITA)   | 14e           |
| 15            | Amanda Spratt (AUS)          | AB            |
| 16            | Shara Gillow (AUS)           | 46e           |

| Hitec Products HPU | Hitec Products HPU             | Hitec Products HPU |
| ------------------ | ------------------------------ | ------------------ |
| Num                | Coureuse                       | Pos                |
| 21                 | Audrey Cordon (FRA)            | 11e                |
| 22                 | Elisa Longo Borghini (ITA)     | 7e                 |
| 23                 | Chloe Hosking (AUS)            | AB                 |
| 24                 | Lauren Kitchen (AUS)           | AB                 |
| 25                 | Sara Olsson (SWE)              | 49e                |
| 26                 | Ashleigh Moolman (RSA) (route) | 15e                |

| Alé Cipollini ALE | Alé Cipollini ALE         | Alé Cipollini ALE |
| ----------------- | ------------------------- | ----------------- |
| Num               | Coureuse                  | Pos               |
| 31                | Marta Tagliaferro (ITA)   | 23e               |
| 32                | Elena Berlato (ITA)       | 66e               |
| 33                | Ane Santesteban (ESP)     | 39e               |
| 34                | Barbara Guarischi (ITA)   | 30e               |
| 35                | Tatiana Guderzo (ITA)     | 19e               |
| 36                | Małgorzata Jasińska (POL) | 21e               |

| SC Michela Fanini Rox MIC | SC Michela Fanini Rox MIC        | SC Michela Fanini Rox MIC |
| ------------------------- | -------------------------------- | ------------------------- |
| Num                       | Coureuse                         | Pos                       |
| 41                        | Lara Vieceli (ITA)               | 33e                       |
| 42                        | Eyerusalem Kelil (ETH)           | AB                        |
| 43                        | Yevheniya Vysotska (UKR)         | 45e                       |
| 44                        | Azzurra D'Intino (ITA)           | AB                        |
| 45                        | Edwige Pitel (FRA)               | 34e                       |
| 46                        | Tetyana Riabchenko (UKR) (route) | 53e                       |

| Tibco-To the Top TIB | Tibco-To the Top TIB     | Tibco-To the Top TIB |
| -------------------- | ------------------------ | -------------------- |
| Num                  | Coureuse                 | Pos                  |
| 51                   | Joanne Kiesanowski (NZL) | 28e                  |
| 52                   | Jasmin Duehring (CAN)    | 68e                  |
| 53                   | Amanda Miller (USA)      | AB                   |
| 54                   | Lauren Stephens (USA)    | AB                   |
| 55                   | Andrea Dvorak (USA)      | 56e                  |
| 56                   | Patricia Schwager (SUI)  | 84e                  |

| Specialized-Lululemon SLU | Specialized-Lululemon SLU | Specialized-Lululemon SLU |
| ------------------------- | ------------------------- | ------------------------- |
| Num                       | Coureuse                  | Pos                       |
| 61                        | Evelyn Stevens (USA)      | 18e                       |
| 62                        | Karol-Ann Canuel (CAN)    | 67e                       |
| 63                        | Tayler Wiles (USA)        | 31e                       |
| 64                        | Élise Delzenne (FRA)      | 24e                       |
| 65                        | Tiffany Cromwell (AUS)    | 10e                       |

| Boels Dolmans DLT | Boels Dolmans DLT               | Boels Dolmans DLT |
| ----------------- | ------------------------------- | ----------------- |
| Num               | Coureuse                        | Pos               |
| 71                | Lizzie Armitstead (GBR)         | 8e                |
| 72                | Katarzyna Pawłowska (POL)       | AB                |
| 73                | Megan Guarnier (USA)            | 13e               |
| 74                | Jessie Daams (BEL)              | 17e               |
| 75                | Christine Majerus (LUX) (route) | 74e               |

| Optum-Kelly Benefit Strategies OPW | Optum-Kelly Benefit Strategies OPW | Optum-Kelly Benefit Strategies OPW |
| ---------------------------------- | ---------------------------------- | ---------------------------------- |
| Num                                | Coureuse                           | Pos                                |
| 81                                 | Lauren Hall (USA)                  | 27e                                |
| 82                                 | Janel Holcomb (USA)                | 41e                                |
| 83                                 | Leah Kirchmann (CAN) (route)       | 22e                                |
| 84                                 | Annie Ewart (CAN)                  | AB                                 |
| 85                                 | Brianna Walle (USA)                | 73e                                |
| 86                                 | Jade Wilcoxson (USA)               | 54e                                |

| Poitou-Charentes.Futuroscope.86 FUT | Poitou-Charentes.Futuroscope.86 FUT | Poitou-Charentes.Futuroscope.86 FUT |
| ----------------------------------- | ----------------------------------- | ----------------------------------- |
| Num                                 | Coureuse                            | Pos                                 |
| 91                                  | Amélie Rivat (FRA)                  | 59e                                 |
| 92                                  | Sarah Roy (AUS)                     | 61e                                 |
| 93                                  | Oriane Chaumet (FRA)                | AB                                  |
| 94                                  | Charlotte Bravard (FRA)             | AB                                  |
| 95                                  | Lucie Pader (FRA)                   | 43e                                 |
| 96                                  | Gabrielle Pilote Fortin (CAN)       | AB                                  |

| RusVelo RVL | RusVelo RVL                   | RusVelo RVL |
| ----------- | ----------------------------- | ----------- |
| Num         | Coureuse                      | Pos         |
| 101         | Yulia Blindyuk (RUS)          | 78e         |
| 102         | Oxana Kozonchuk (RUS)         | 42e         |
| 103         | Alexandra Burtschenkowa (RUS) | 48e         |
| 104         | Aizhan Zhaparova (RUS)        | AB          |
| 105         | Elena Kuchinskaya (RUS)       | 70e         |
| 106         | Anastasia Tchulkova (RUS)     | 75e         |

| Astana BePink Womens BPK | Astana BePink Womens BPK       | Astana BePink Womens BPK |
| ------------------------ | ------------------------------ | ------------------------ |
| Num                      | Coureuse                       | Pos                      |
| 111                      | Alena Amialiusik (BLR) (route) | 9e                       |
| 112                      | Doris Schweizer (SUI)          | 65e                      |
| 113                      | Silvia Valsecchi (ITA)         | 80e                      |
| 114                      | Kseniya Tuhai (BLR)            | 76e                      |
| 115                      | Alice Maria Arzuffi (ITA)      | AB                       |
| 116                      | Dalia Muccioli (ITA)           | 50e                      |

| BTC City Ljubljana BTC | BTC City Ljubljana BTC        | BTC City Ljubljana BTC |
| ---------------------- | ----------------------------- | ---------------------- |
| Num                    | Coureuse                      | Pos                    |
| 121                    | Eugenia Bujak (POL)           | 58e                    |
| 122                    | Martina Ritter (AUT)          | 85e                    |
| 123                    | Polona Batagelj (SLO) (route) | 44e                    |
| 124                    | Urša Pintar (SLO)             | 52e                    |
| 125                    | Špela Kern (SLO)              | 81e                    |
| 126                    | Elena Valentini (ITA)         | 29e                    |

| Servetto Footon SEF | Servetto Footon SEF      | Servetto Footon SEF |
| ------------------- | ------------------------ | ------------------- |
| Num                 | Coureuse                 | Pos                 |
| 131                 | Anna Potokina (RUS)      | 60e                 |
| 132                 | Natalja Bojarskaja (RUS) | 69e                 |
| 133                 | Elisabet Bru (ESP)       | AB                  |
| 134                 | Marina Likhanova (RUS)   | AB                  |

| Estado de México-Faren EMF | Estado de México-Faren EMF     | Estado de México-Faren EMF |
| -------------------------- | ------------------------------ | -------------------------- |
| Num                        | Coureuse                       | Pos                        |
| 141                        | Ana Teresa Casas (MEX) (route) | AB                         |
| 142                        | Elena Cecchini (ITA) (route)   | 64e                        |
| 143                        | Uênia Fernandes Da Souza (BRA) | 55e                        |
| 144                        | Fabiana Luperini (ITA)         | 71e                        |
| 145                        | Rossella Ratto (ITA)           | 4e                         |
| 146                        | Anna Trevisi (ITA)             | 62e                        |

| Bizkaia-Durango BPD | Bizkaia-Durango BPD            | Bizkaia-Durango BPD |
| ------------------- | ------------------------------ | ------------------- |
| Num                 | Coureuse                       | Pos                 |
| 151                 | Dorleta Eskamendi Gil (ESP)    | AB                  |
| 152                 | Clemilda Fernandes (BRA)       | AB                  |
| 153                 | Irene San Sebastián (ESP)      | 26e                 |
| 154                 | Yulia Iliynikh (RUS)           | AB                  |
| 155                 | Lierni Lekuona Etxebeste (ESP) | 79e                 |
| 156                 | Lourdes Oyarbide (ESP)         | 51e                 |

| France FRA | France FRA        | France FRA |
| ---------- | ----------------- | ---------- |
| Num        | Coureuse          | Pos        |
| 161        | Mélanie Bravard   | AB         |
| 162        | Julie Bresset     | 57e        |
| 163        | Anabelle Dreville | AB         |
| 164        | Eugénie Duval     | 32e        |
| 165        | Séverine Eraud    | AB         |
| 166        | Fanny Leleu       | 72e        |

| Belgique BEL | Belgique BEL           | Belgique BEL |
| ------------ | ---------------------- | ------------ |
| Num          | Coureuse               | Pos          |
| 171          | Sofie De Vuyst         | AB           |
| 172          | Annelies Van Doorslaer | 38e          |
| 173          | Lieselot Decroix       | 37e          |
| 174          | Anisha Vekemans        | 82e          |
| 175          | Valerie Demey          | AB           |
| 176          | Kelly Van den Steen    | 77e          |

| Lointek LKT | Lointek LKT            | Lointek LKT |
| ----------- | ---------------------- | ----------- |
| Num         | Coureuse               | Pos         |
| 181         | Lucía González (ESP)   | 83e         |
| 182         | Alicia González (ESP)  | AB          |
| 183         | Mélodie Lesueur (FRA)  | 40e         |
| 184         | Sheyla Gutiérrez (ESP) | 25e         |
| 185         | Belén López (ESP)      | 36e         |
| 186         | Eider Merino (ESP)     | AB          |

| Giant-Shimano GIW | Giant-Shimano GIW         | Giant-Shimano GIW |
| ----------------- | ------------------------- | ----------------- |
| Num               | Coureuse                  | Pos               |
| 191               | Claudia Lichtenberg (GER) | 16e               |
| 192               | Floortje Mackaij (NED)    | AB                |
| 193               | Amy Pieters (NED)         | 35e               |
| 194               | Maaike Polspoel (BEL)     | 63e               |
| 195               | Kyara Stijns (NED)        | AB                |
| 196               | Marijn de Vries (NED)     | 86e               |

| Rabo Liv Women RBW | Rabo Liv Women RBW                   | Rabo Liv Women RBW |
| ------------------ | ------------------------------------ | ------------------ |
| Num                | Coureuse                             | Pos                |
| 1                  | Marianne Vos (NED) (route)           | 2e                 |
| 2                  | Anna van der Breggen (NED)           | 5e                 |
| 3                  | Pauline Ferrand-Prévot (FRA) (route) | 3e                 |
| 4                  | Roxane Knetemann (NED)               | 12e                |
| 5                  | Lucinda Brand (NED)                  | 1re                |
| 6                  | Iris Slappendel (NED) (route)        | 20e                |

| Orica-AIS GEW | Orica-AIS GEW                | Orica-AIS GEW |
| ------------- | ---------------------------- | ------------- |
| Num           | Coureuse                     | Pos           |
| 11            | Emma Johansson (SWE) (route) | 6e            |
| 12            | Carlee Taylor (AUS)          | 47e           |
| 13            | Gracie Elvin (AUS) (route)   | AB            |
| 14            | Valentina Scandolara (ITA)   | 14e           |
| 15            | Amanda Spratt (AUS)          | AB            |
| 16            | Shara Gillow (AUS)           | 46e           |

| Hitec Products HPU | Hitec Products HPU             | Hitec Products HPU |
| ------------------ | ------------------------------ | ------------------ |
| Num                | Coureuse                       | Pos                |
| 21                 | Audrey Cordon (FRA)            | 11e                |
| 22                 | Elisa Longo Borghini (ITA)     | 7e                 |
| 23                 | Chloe Hosking (AUS)            | AB                 |
| 24                 | Lauren Kitchen (AUS)           | AB                 |
| 25                 | Sara Olsson (SWE)              | 49e                |
| 26                 | Ashleigh Moolman (RSA) (route) | 15e                |

| Alé Cipollini ALE | Alé Cipollini ALE         | Alé Cipollini ALE |
| ----------------- | ------------------------- | ----------------- |
| Num               | Coureuse                  | Pos               |
| 31                | Marta Tagliaferro (ITA)   | 23e               |
| 32                | Elena Berlato (ITA)       | 66e               |
| 33                | Ane Santesteban (ESP)     | 39e               |
| 34                | Barbara Guarischi (ITA)   | 30e               |
| 35                | Tatiana Guderzo (ITA)     | 19e               |
| 36                | Małgorzata Jasińska (POL) | 21e               |

| SC Michela Fanini Rox MIC | SC Michela Fanini Rox MIC        | SC Michela Fanini Rox MIC |
| ------------------------- | -------------------------------- | ------------------------- |
| Num                       | Coureuse                         | Pos                       |
| 41                        | Lara Vieceli (ITA)               | 33e                       |
| 42                        | Eyerusalem Kelil (ETH)           | AB                        |
| 43                        | Yevheniya Vysotska (UKR)         | 45e                       |
| 44                        | Azzurra D'Intino (ITA)           | AB                        |
| 45                        | Edwige Pitel (FRA)               | 34e                       |
| 46                        | Tetyana Riabchenko (UKR) (route) | 53e                       |

| Tibco-To the Top TIB | Tibco-To the Top TIB     | Tibco-To the Top TIB |
| -------------------- | ------------------------ | -------------------- |
| Num                  | Coureuse                 | Pos                  |
| 51                   | Joanne Kiesanowski (NZL) | 28e                  |
| 52                   | Jasmin Duehring (CAN)    | 68e                  |
| 53                   | Amanda Miller (USA)      | AB                   |
| 54                   | Lauren Stephens (USA)    | AB                   |
| 55                   | Andrea Dvorak (USA)      | 56e                  |
| 56                   | Patricia Schwager (SUI)  | 84e                  |

| Specialized-Lululemon SLU | Specialized-Lululemon SLU | Specialized-Lululemon SLU |
| ------------------------- | ------------------------- | ------------------------- |
| Num                       | Coureuse                  | Pos                       |
| 61                        | Evelyn Stevens (USA)      | 18e                       |
| 62                        | Karol-Ann Canuel (CAN)    | 67e                       |
| 63                        | Tayler Wiles (USA)        | 31e                       |
| 64                        | Élise Delzenne (FRA)      | 24e                       |
| 65                        | Tiffany Cromwell (AUS)    | 10e                       |

| Boels Dolmans DLT | Boels Dolmans DLT               | Boels Dolmans DLT |
| ----------------- | ------------------------------- | ----------------- |
| Num               | Coureuse                        | Pos               |
| 71                | Lizzie Armitstead (GBR)         | 8e                |
| 72                | Katarzyna Pawłowska (POL)       | AB                |
| 73                | Megan Guarnier (USA)            | 13e               |
| 74                | Jessie Daams (BEL)              | 17e               |
| 75                | Christine Majerus (LUX) (route) | 74e               |

| Optum-Kelly Benefit Strategies OPW | Optum-Kelly Benefit Strategies OPW | Optum-Kelly Benefit Strategies OPW |
| ---------------------------------- | ---------------------------------- | ---------------------------------- |
| Num                                | Coureuse                           | Pos                                |
| 81                                 | Lauren Hall (USA)                  | 27e                                |
| 82                                 | Janel Holcomb (USA)                | 41e                                |
| 83                                 | Leah Kirchmann (CAN) (route)       | 22e                                |
| 84                                 | Annie Ewart (CAN)                  | AB                                 |
| 85                                 | Brianna Walle (USA)                | 73e                                |
| 86                                 | Jade Wilcoxson (USA)               | 54e                                |

| Poitou-Charentes.Futuroscope.86 FUT | Poitou-Charentes.Futuroscope.86 FUT | Poitou-Charentes.Futuroscope.86 FUT |
| ----------------------------------- | ----------------------------------- | ----------------------------------- |
| Num                                 | Coureuse                            | Pos                                 |
| 91                                  | Amélie Rivat (FRA)                  | 59e                                 |
| 92                                  | Sarah Roy (AUS)                     | 61e                                 |
| 93                                  | Oriane Chaumet (FRA)                | AB                                  |
| 94                                  | Charlotte Bravard (FRA)             | AB                                  |
| 95                                  | Lucie Pader (FRA)                   | 43e                                 |
| 96                                  | Gabrielle Pilote Fortin (CAN)       | AB                                  |

| RusVelo RVL | RusVelo RVL                   | RusVelo RVL |
| ----------- | ----------------------------- | ----------- |
| Num         | Coureuse                      | Pos         |
| 101         | Yulia Blindyuk (RUS)          | 78e         |
| 102         | Oxana Kozonchuk (RUS)         | 42e         |
| 103         | Alexandra Burtschenkowa (RUS) | 48e         |
| 104         | Aizhan Zhaparova (RUS)        | AB          |
| 105         | Elena Kuchinskaya (RUS)       | 70e         |
| 106         | Anastasia Tchulkova (RUS)     | 75e         |

| Astana BePink Womens BPK | Astana BePink Womens BPK       | Astana BePink Womens BPK |
| ------------------------ | ------------------------------ | ------------------------ |
| Num                      | Coureuse                       | Pos                      |
| 111                      | Alena Amialiusik (BLR) (route) | 9e                       |
| 112                      | Doris Schweizer (SUI)          | 65e                      |
| 113                      | Silvia Valsecchi (ITA)         | 80e                      |
| 114                      | Kseniya Tuhai (BLR)            | 76e                      |
| 115                      | Alice Maria Arzuffi (ITA)      | AB                       |
| 116                      | Dalia Muccioli (ITA)           | 50e                      |

| BTC City Ljubljana BTC | BTC City Ljubljana BTC        | BTC City Ljubljana BTC |
| ---------------------- | ----------------------------- | ---------------------- |
| Num                    | Coureuse                      | Pos                    |
| 121                    | Eugenia Bujak (POL)           | 58e                    |
| 122                    | Martina Ritter (AUT)          | 85e                    |
| 123                    | Polona Batagelj (SLO) (route) | 44e                    |
| 124                    | Urša Pintar (SLO)             | 52e                    |
| 125                    | Špela Kern (SLO)              | 81e                    |
| 126                    | Elena Valentini (ITA)         | 29e                    |

| Servetto Footon SEF | Servetto Footon SEF      | Servetto Footon SEF |
| ------------------- | ------------------------ | ------------------- |
| Num                 | Coureuse                 | Pos                 |
| 131                 | Anna Potokina (RUS)      | 60e                 |
| 132                 | Natalja Bojarskaja (RUS) | 69e                 |
| 133                 | Elisabet Bru (ESP)       | AB                  |
| 134                 | Marina Likhanova (RUS)   | AB                  |

| Estado de México-Faren EMF | Estado de México-Faren EMF     | Estado de México-Faren EMF |
| -------------------------- | ------------------------------ | -------------------------- |
| Num                        | Coureuse                       | Pos                        |
| 141                        | Ana Teresa Casas (MEX) (route) | AB                         |
| 142                        | Elena Cecchini (ITA) (route)   | 64e                        |
| 143                        | Uênia Fernandes Da Souza (BRA) | 55e                        |
| 144                        | Fabiana Luperini (ITA)         | 71e                        |
| 145                        | Rossella Ratto (ITA)           | 4e                         |
| 146                        | Anna Trevisi (ITA)             | 62e                        |

| Bizkaia-Durango BPD | Bizkaia-Durango BPD            | Bizkaia-Durango BPD |
| ------------------- | ------------------------------ | ------------------- |
| Num                 | Coureuse                       | Pos                 |
| 151                 | Dorleta Eskamendi Gil (ESP)    | AB                  |
| 152                 | Clemilda Fernandes (BRA)       | AB                  |
| 153                 | Irene San Sebastián (ESP)      | 26e                 |
| 154                 | Yulia Iliynikh (RUS)           | AB                  |
| 155                 | Lierni Lekuona Etxebeste (ESP) | 79e                 |
| 156                 | Lourdes Oyarbide (ESP)         | 51e                 |

| France FRA | France FRA        | France FRA |
| ---------- | ----------------- | ---------- |
| Num        | Coureuse          | Pos        |
| 161        | Mélanie Bravard   | AB         |
| 162        | Julie Bresset     | 57e        |
| 163        | Anabelle Dreville | AB         |
| 164        | Eugénie Duval     | 32e        |
| 165        | Séverine Eraud    | AB         |
| 166        | Fanny Leleu       | 72e        |

| Belgique BEL | Belgique BEL           | Belgique BEL |
| ------------ | ---------------------- | ------------ |
| Num          | Coureuse               | Pos          |
| 171          | Sofie De Vuyst         | AB           |
| 172          | Annelies Van Doorslaer | 38e          |
| 173          | Lieselot Decroix       | 37e          |
| 174          | Anisha Vekemans        | 82e          |
| 175          | Valerie Demey          | AB           |
| 176          | Kelly Van den Steen    | 77e          |

| Lointek LKT | Lointek LKT            | Lointek LKT |
| ----------- | ---------------------- | ----------- |
| Num         | Coureuse               | Pos         |
| 181         | Lucía González (ESP)   | 83e         |
| 182         | Alicia González (ESP)  | AB          |
| 183         | Mélodie Lesueur (FRA)  | 40e         |
| 184         | Sheyla Gutiérrez (ESP) | 25e         |
| 185         | Belén López (ESP)      | 36e         |
| 186         | Eider Merino (ESP)     | AB          |

| Giant-Shimano GIW | Giant-Shimano GIW         | Giant-Shimano GIW |
| ----------------- | ------------------------- | ----------------- |
| Num               | Coureuse                  | Pos               |
| 191               | Claudia Lichtenberg (GER) | 16e               |
| 192               | Floortje Mackaij (NED)    | AB                |
| 193               | Amy Pieters (NED)         | 35e               |
| 194               | Maaike Polspoel (BEL)     | 63e               |
| 195               | Kyara Stijns (NED)        | AB                |
| 196               | Marijn de Vries (NED)     | 86e               |

Source. Les dossards sont approximatifs.